# Trypeta hysia
Trypeta hysia är en tvåvingeart som först beskrevs av Walker 1849.  Trypeta hysia ingår i släktet Trypeta och familjen bredmunsflugor.
Artens utbredningsområde är Sierra Leone. Inga underarter finns listade i Catalogue of Life.